# كهف شوفيه
يقع كهف شوفيه (Chauvet) جنوب فرنسا ويحتوي على لوحات تصويرية تعد الأفضل في العالم، وكذلك على أدلة أخرى من حياة العصر الحجري القديم الأعلى،  وهو أقدم الملكيات الثقافية الذي تصنفها اليونسكو كتراث عالمي، ويقدر عمرها 36 ألف عام.

## اكتشاف الكهف
تم استكشاف الكهف لأول مرة من قبل مجموعة من ثلاثة مستكشفي كهوف في 18 ديسمبر 1994 في منطقة الأرديش بجنوب فرنسا، حيث تسبب انهيار صخري في إغلاق مدخل الكهف طوال 23 ألف عام، وهو ما حال دون الوصول إليه. وأدرجت على قائمة التراث العالمي في 22 يونيو 2014.

## محتوى الكهف
يحوي على صور الحيوانات ويصل عددها 425 حيواناً من 14 فصيلة مختلفة، كالدببة ووحيد القرن والماموث والفهود والبقر والبيسون والعنز البري والخيول والنمور والإبل وعدد ضخم من الرسومات تغطي أكثر من 8500 متر مكعب، وتتميز بجودتها الفنية والجمالية العالية، بالإضافة إلى بقايا وبصمات حيوانات حقيقية قديمة، بما فيها بقايا دببة الكهوف الكبيرة، والتي يعتقد أنها قامت ببيات شتوي في الموقع.

## بناء المجسم
في عام 2015 افتتحت نسخة طبق الأصل للكهف بتكلفة وصلت إلى 55 ألف يورو بالقرب من المكان الأصلي، للحفاظ على رسومات الكهف حيث تم اغلاق الكهف منذ اكتشافه للحفاظ على ما يحتوي من كنوز الإرث الحضاري الإنساني.

## معرض الصور

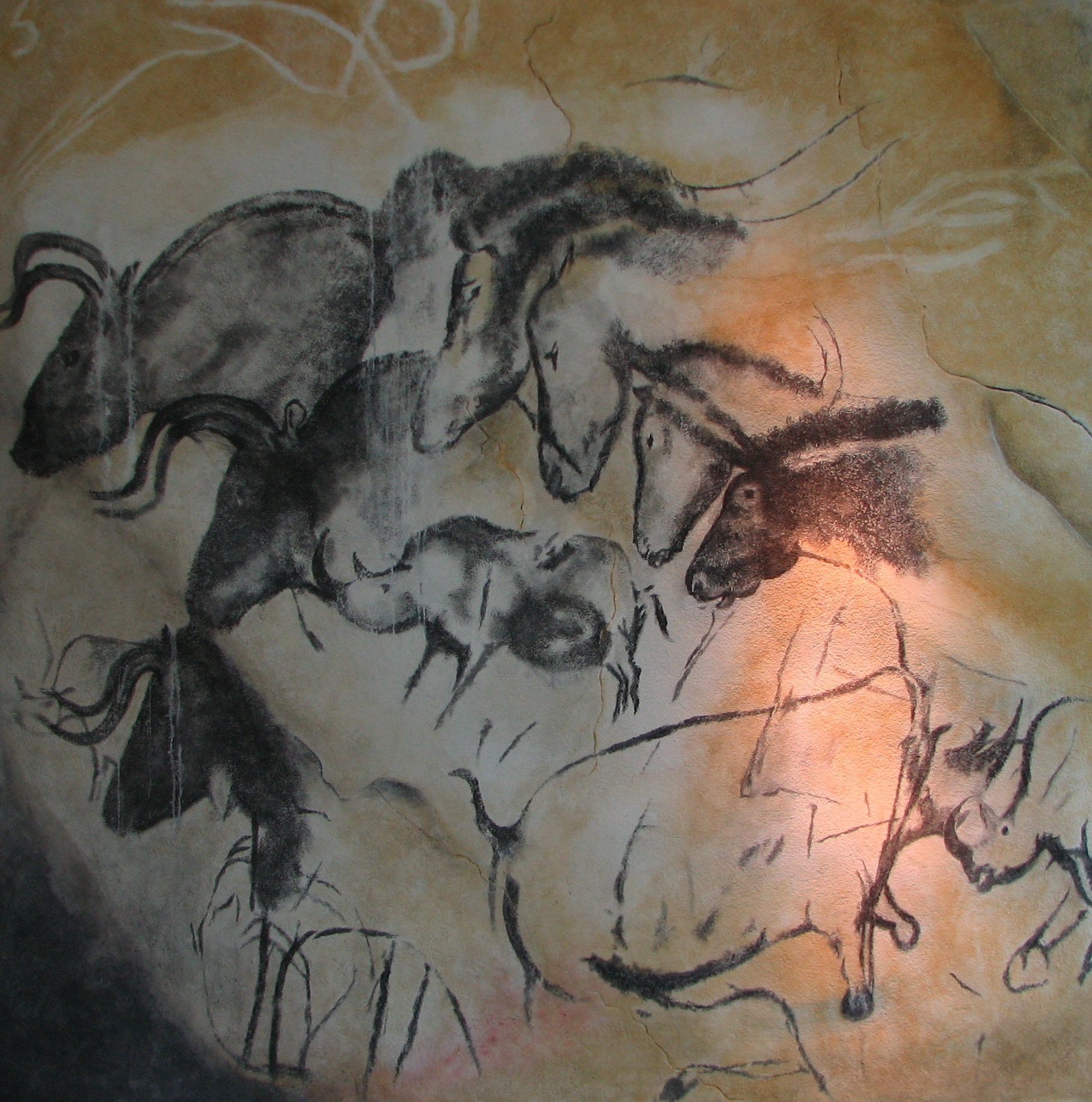
رسم طبق الأصل من كهف شوفيه (لعرضها على الجمهور)
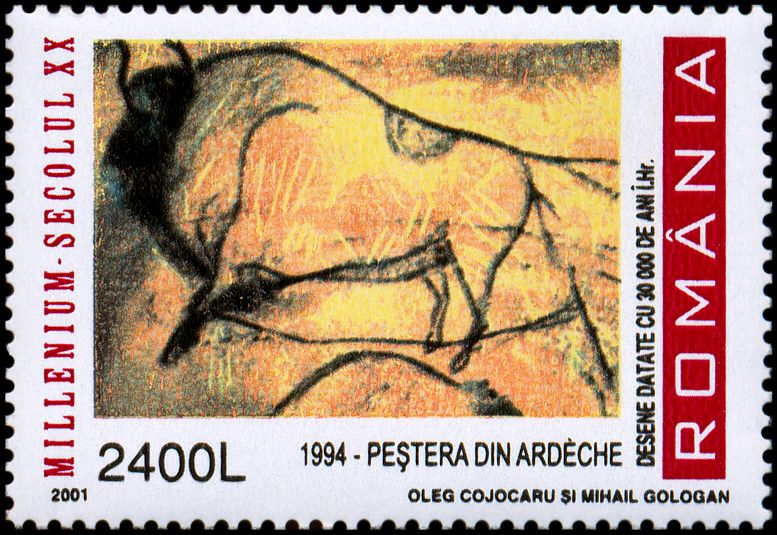
صورة بيزون في كهف شوفيه، صدرت في طابع بريد في رومانيا في عام 2001
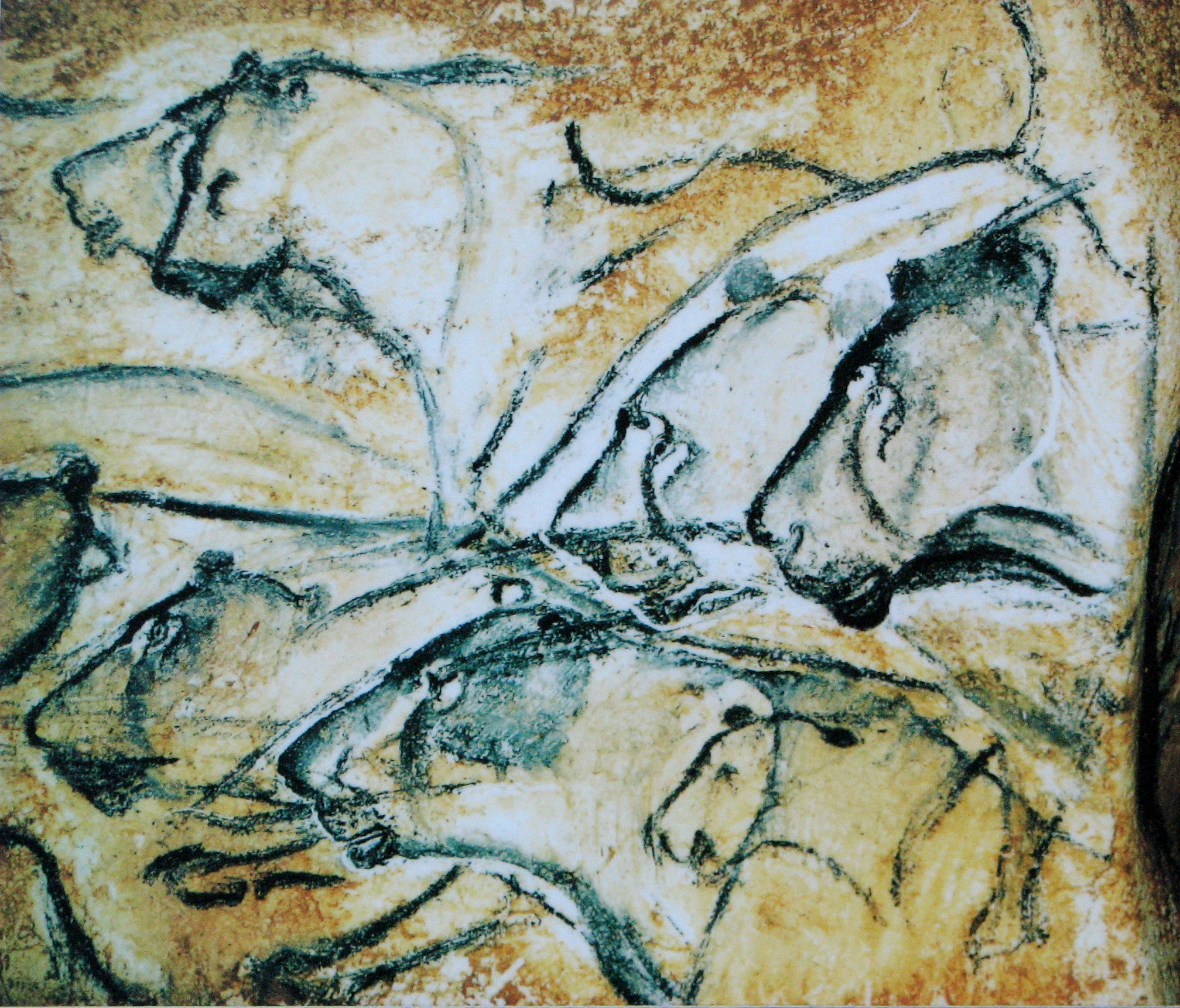
رسومات أسود في كهف شوفيه
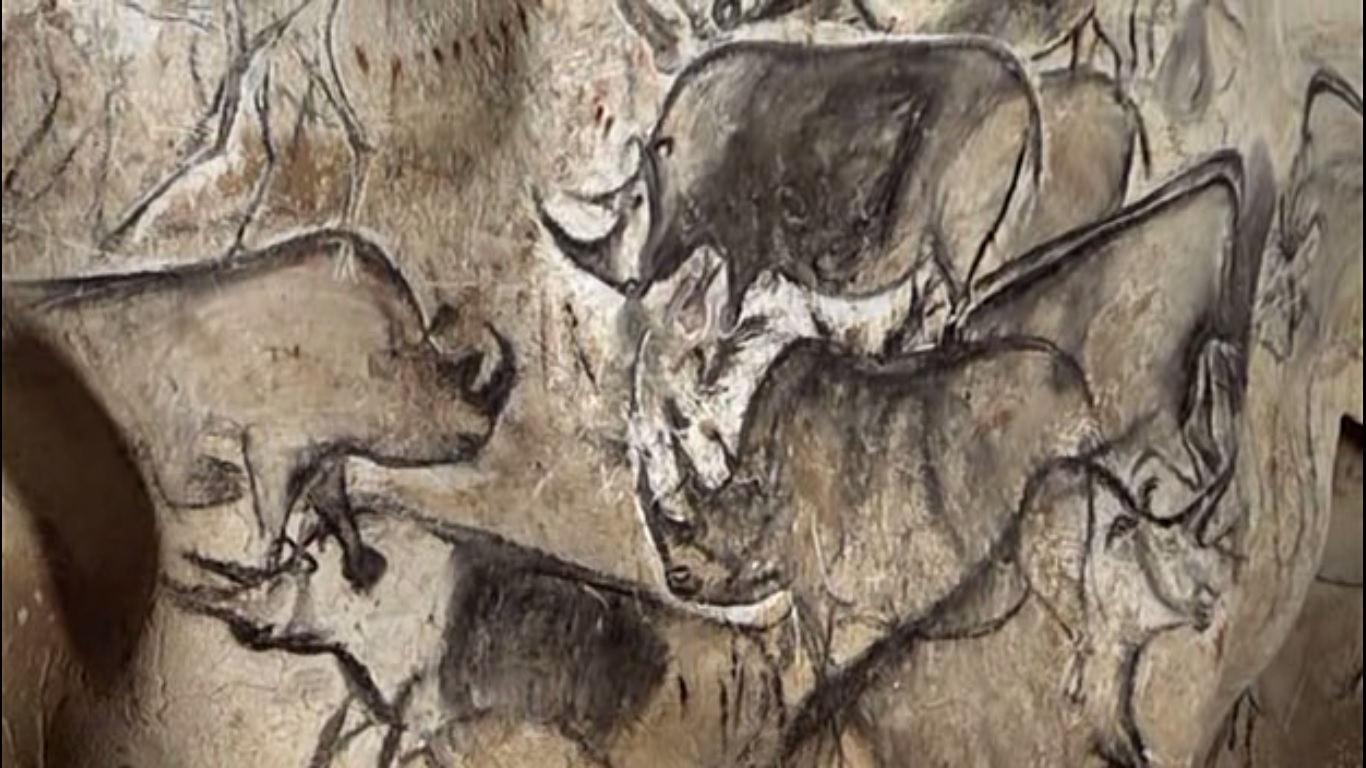
مجموعة من الخرتيت
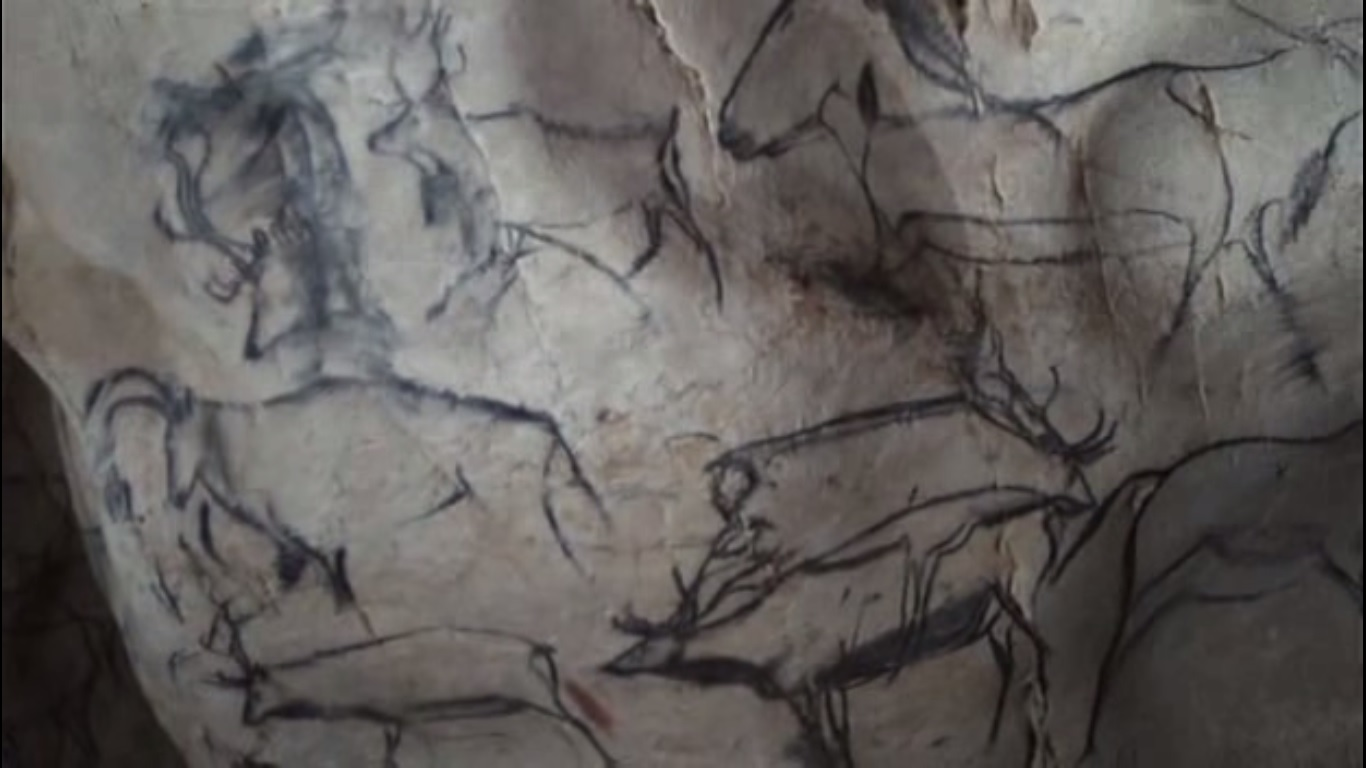
رسم أيل
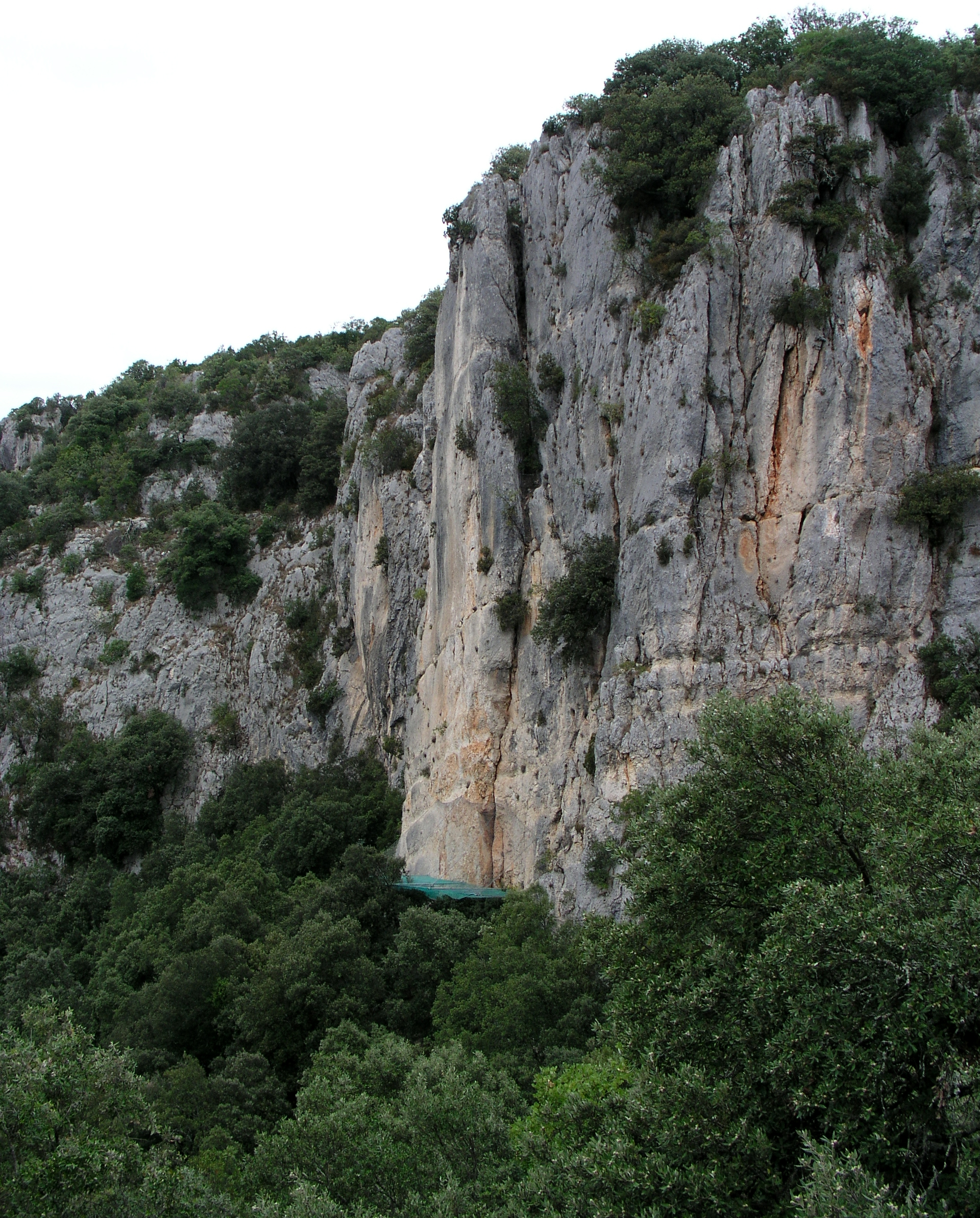
صخرة "ابراهام " في جنوب فرنسا التي تميز موقع مدخل كهف شوفيه.

## مواضيع ذات صلة
- كهف لاسكو
- صنم شيجير
- كهف دي جابيلو
- الأسد الإنسان